# Владислав Яроцький
Владисла́в Яро́цький (пол. Władysław Jarocki; 6 червня 1879, Підгайчики — 7 лютого 1965, Краків, Польща) — польський живописець, графік, архітектор, педагог, громадський діяч; член Товариства польських художників «Мистецтво» та віденської «Сецесії».

## Життєпис
Народився 6 червня 1879 року в селі Підгайчиках (нині Тернопільський район Тернопільської області, Україна). 1902 року закінчив архітектурний відділ Цісарсько-королівської політехнічної школи у Львові продовжив навчання в Краківській академії мистецтв (у Юзефа Мегоффера та Леона Вичулковського), потім в Академії Жуліана у Парижі. У 1903, 1907—1911 роках подорожував по Україні й Кавказу. Згодом мешкав у Львові. Вів курси рисунку у Цісарсько-королівській політехнічній школі у Львові та Львівській державній мистецько-промисловій школі, був сценографом Великого міського театру у Львові. 
З 1920 року — у Кракові, з 1921 року професор Краківської академії образотворчих мистецтв; редактор журналу «Sztuki piękne». Був головою Товариства шанувальників мистецтва. Помер у Кракові 7 лютого 1965 року.

## Творчість

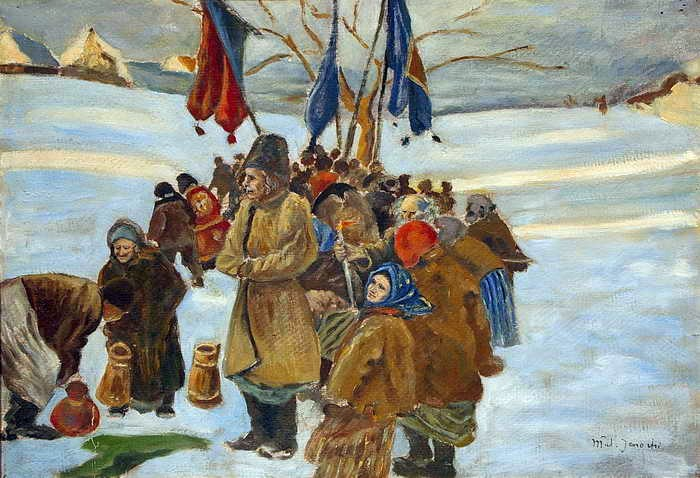
«Освячення води на Громниці. Карпати»

Малював жанрові сцени з життя гуцулів. Серед робіт:
- «Гуцульський похорон» (1905, Національний музей у Варшаві);
- «Гуцули в Карпатах» (1910, Національний музей у Варшаві);
- «Дівчина з карпатських гір» (1910, пастель, папір);
- «Йордан у Татарові» (1910);
- «Борислав» (1912, олія, картон);
- «Перед штормом» (1919, олія, полотно);
- «Гуцули» (1921, акварель, папір);
- «Церква в Татарові» (1923);
- «Барбакан» (1926, папір, акварель);
- «Дівчата на тлі Дністрового яру» (1926—1927);
- «Дівчина з верховини» (близько 1930, полотно, олія);
- «Освячення води на Громниці. Карпати»;
- «Свято Йордану» (олія, картон);
- «Маріацький костел в Кракові» (папір, акварель).

Малював карикатури для часописів «Liberum Veto» та «Щолбан», плакати, зокрема:
- «Liberum Veto» (1905);
- «Polska, Na Huculsczyzńie» (1926).

Брав активну участь у художніх виставках у Львові, Варшаві, Познані, Кракові, Закопаному.